# Magrovirales
Magrovirales ist eine Ordnung mariner Archaeenviren mit Kopf-Schwanz-Aufbau (englisch archaeal tailed viruses, arTVs) – diese Morphologie weist sie als Mitglieder der Klasse Caudoviricetes aus.
Die Ordnung wurde im März 2023 vom International Committee on Taxonomy of Viruses (ICTV) mit ursprünglich zwei Familien eingerichtet.

## Fundort
Eine Metagenomik-Analyse von Proben aus dem Oberflächenwasser des Yangshan-Tiefwasserhafens (洋山深水港 yángshān shēnshuǐgǎng, bei Shanghai) hatte zuvor eine Reihe von viralen Contigs ergeben, von denen einige offenbar vollständige Virusgenome darstellen. Weitere Funde stammen aus dem Ästuar vom Brisbane Rive, Queensland (Australien).

## Genom und Proteom
Eine Clusteranalyse zeigte, dass diese in Verbindung standen zu bereits zuvor beschriebenen Viren von Archaeen-Wirten zweier Gruppen:
- der Klasse Nitrososphaeria (Thermoproteota), früher als „Thaumarchaeota“ bezeichnet;
- der Ordnung Poseidoniales (Euryarchaeota), früher provisorisch auch als Marine Group II, MGII Euryarchaeota bezeichnet.[2]

Die Viren dieser beiden Gruppen kodieren für charakteristische Proteine der Klasse Caudoviricetes, darunter:
- ein Hauptkapsidprotein mit HK97-Faltung (wie bei Escherichia-Phage HK97),
- das Portalprotein,
- die große Untereinheit der Terminase und
- verschiedene Proteine des Schwanzteils.

All dies zeigt, dass sie Mitglieder dieser Virusklasse sind.
Fünf der Genome vom Yangshan-Tiefwasserhafen (neben YSH_150918 noch YSH_462411, YSH_174770, YSH_922147 und YSH_1032793), konnten sogar als zirkulär geschlossene Contigs rekonstruiert (assembliert) werden. Man kann daher davon ausgehen, dass es sich um vollständige Virusgenome handelt.
Das vorhergesagte Gen für den Schwanzaufbau und Organisation der Gene für die Kopf-Schwanz-Verbindung legen nahe, dass diese fünf Viren den Morphotyp der Siphoviren haben, d. h. ikosaedrische Kapside und lange, nicht kontraktile helikale Schwänze.

## Mögliche Wirte
Eines der ursprünglich gefundenen Viren aus China (YSH_150918) war mit marinen Archaeen der Ordnung Poseidoniales assoziiert.
Da die Archaeen dieser Ordnung früher als englisch Marine Group II bezeichnet wurden, bezeichnet man diese Viren zusammen mit anderen informell (nicht-taxonomisch) auch als Magroviren (englisch magroviruses, ein Kofferwort aus marine group [II] viruses).

## Systematik
Die Systematik der Magrovirales ist gemäß International Committee on Taxonomy of Viruses (ICTV) mit Stand Anfang März 2025 wie folgt:
Ordnung Magrovirales
- Familie Aoguangviridae (früher „Magrovirus B“)
  - Gattung Aobingvirus
    - Spezies Aobingvirus yangshanense
Poseidoniales virus YSH_150918
Fundort: Wasserprobe des Tiefwasserhafens Yangshan (China), 2018[9]
- Familie Apasviridae (früher „Magrovirus A“)
  - Gattung Agnivirus
    - Spezies Agnivirus brisbanense
Magrovirus_A_01 (MA01)
Fundort: Ästuar des Brisbane River, Queensland (Australien), 2020[4]
- Familie Krittikaviridae (früher „Magrovirus E“)
  - Gattung Velanvirus
    - Spezies Velanvirus brisbanense
Magrovirus_E_01 (ME01)
Fundort: Ästuar des Brisbane River, Queensland (Australien), 2020,[5] Genom zirkulär[10]

## Etymologie
- Der Ordnungsname Magrovirales ist eine Verkürzung von englisch marine group [II] (dem provisorischen Namen der Euryarchaeota-Ordnung Poseidoniales), gefolgt vom Suffix ‚-virales‘ für Virusordnungen.[3][2]

- Der Familienname Aoguangviridae ist benannt nach der mythischen Figur Ao Guang (敖廣 áo guǎng, auch 敖光 áo guāng), dem Drachenkönig des Ostchinesischen Meeres, gefolgt vom Suffix ‚-viridae‘ für Virusfamilien.[2][A. 2]
  - Der Gattungsname Aobingvirus ist benannt nach der mythischen Figur Ao Bing (敖丙 áo bǐng), dem Sohn von Ao Guang.[2][A. 3]
    - Das Art-Epitheton yangshanense ist neulateinisch und bedeutet ‚vom Yangshan [Hafen]‘ oder ‚zum Yangshan [Hafen] gehörig‘.

- Der Familienname Apasviridae verweist auf Apas, zusammen mit Avesta dien alten Wassergöttinnen der indischen Mythologie.[11]
  - Der Gattungsname Agnivirus ist nach dem Hindu-Gott Agni benannt, da nach der alten indischen Mythologie das Feuer des Lebens auf der Erde aus Apas geboren wurde.[12]
    - Das Art-Epitheton brisbanense verweist aus den Brisbane River als Fundort des Exemplar-Virus.[12]

- Der Familienname Krittikaviridae ist nach Krittika benannt, einer legendären Prinzessin, die nach der alten indischen Mythologie in einem indischen Fluss (Ganges) badete und eine der sechs Nymphen, die den Gott Karttikeya (alias Skanda) aufzogen.[10]
  - Der Gattungsname Velanvirus ist benannt nach Velan, dem Kind von Krittika, das der alten indischen Mythologie zufolge im Wasser geboren wurde und umhertrieb.[10]
    - Das Art-Epitheton brisbanense verweist aus den Brisbane River als Fundort des Exemplar-Virus.[10]